# تشاد سينيور
تشاد سينيور (بالإنجليزية: Chad Senior) هو رياضي خماسي أمريكي، ولد في 27 ديسمبر 1974 في فورت مايرز في الولايات المتحدة.

## وصلات خارجية
- تشاد سينيور على موقع الاتحاد الدولي للخماسي الحديث (الإنجليزية)
- تشاد سينيور على موقع أوليمبيديا (الإنجليزية)